# Центральная городская библиотека имени М. Горького
Центральная городская библиотека им. Максима Горького (ЦГБ им. М. Горького) — первая публичная библиотека города Красноярска.
Библиотека была открыта в 1889 году. Фонд абонемента насчитывает более 100000 экземпляров книг по различным отраслям знаний. Является методическим центром для муниципальных библиотек.
Носит прозвище «Горьковка».

## История
Библиотека была открыта 12 февраля 1889 года по инициативе членов Общества попечения о начальном образовании в частном особняке семьи Крутовских. Здесь же располагался краеведческий музей. Поначалу фонд библиотеки составлял более 3 тысяч названий книг, газет и журналов. Многие из изданий являлись дарами городу. Среди них были книги почётного потомственного гражданина Петра Ивановича Кузнецова, Владимира Михайловича Крутовского и Льва Петровича Кузнецова. Часть изданий представляли собой библиографические редкости. Многие известные горожане жертвовали деньги библиотеке.
С февраля 1889 года библиотеку возглавил Николай Александрович Шепетковский, которого затем дважды избирали главою города. Именно по его инициативе в 1886 году был начат сбор пожертвований на открытие общественной библиотеки.

В первые годы финансовое положение было шатким. Н. А. Шепетковский часто обращался за помощью к городским властям. В 1892 году гласные красноярской городской думы писали:
«Библиотека не имеет решительно никаких средств, и нравственная обязанность города поддержать это полезное учреждение, и комиссия рекомендует ассигновать на библиотеку 200 рублей».
Финансовые проблемы, с которыми столкнулась библиотека, были не единственными. С первых же лет работы ей катастрофически не хватало площадей. Сменивший Шепетковского на посту заведующего Владимир Михайлович Крутовский писал, что книги помещаются в тесном и крайне неудобном помещении.
1 октября 1900 года библиотека переехала в собственное здание в Почтамтском переулке (ныне ул. Перенсона, 23), построенное на средства купца Осипа Александровича Данилова. После его смерти в 1889 году, помогать продолжили его родственники. Именно на их деньги были приобретены мебель и инвентарь.
В 1904 году фонд библиотеки пополнился редчайшими изданиями по краеведению. Сибирский писатель Николай Васильевич Латкин завещал библиотеке свое личное собрание книг.
В 1915 году Николай Леонидович Мещеряков, отбывавший ссылку в Красноярске, выступил с резкой критикой работы библиотеки. Он призывал открыть несколько филиалов для обслуживания читателей, живущих на окраинах, и понизить плату за пользования книгами.
В конце марта 1919 года было принято решение создать при библиотеке музей отдела рукописей. Здесь же были подобраны местные периодические издания.
В 1925 году Центральная городская библиотека получила статус окружной.
В 1947 году библиотеке было присвоено имя писателя А. М. Горького.

12 июня 1959 года библиотека закрылась из-за аварийного состояния. Книжный фонд в срочном порядке был эвакуирован. Однако новое помещение также оказалось аварийным. Вскоре о случившемся узнали в Москве. Министерство культуры РСФСР писало в краевой комитет партии:
«Ни в одном из городов РСФСР не поставлена так скверно работа отдела культуры, как в Красноярске, и, прежде всего, зло в том, что руководят этим люди, весьма неграмотные».
Городские власти преступили к срочной реконструкции здания. Был расширен первый и надстроен второй этажи.
2 января 1960 года в библиотеке появился библиографический отдел.
В 1977 году 23 массовые библиотеки города объединились в централизованную библиотечную систему (ЦБС), которую возглавила библиотека им. А. М. Горького.
В 1989 году в центральной городской библиотеке им. А. М. Горького был открыт для общего пользования отдел редких книг. Он включает в себя более 7000 редких и ценных изданий XVII—XXI веков.
С 2002 года формируется электронный каталог ЦБС им. Горького.
С 2011 года реализуется проект «Электронная коллекция» по оцифровке документов дореволюционного периода краеведческой направленности.
В 2019 году проект библиотеки «Город как книга» получил финансовую поддержку ,Фонда Михаила Прохорова в открытом благотворительном конкурсе «Новая роль библиотек в образовании». Проект направлен на организацию в городском пространстве тематических life-игр литературных квестов.
2 апреля 2019 года в Красноярске состоялось открытие модернизированной Центральной городской библиотеки им. А. М. Горького, приуроченное к 130-летию со дня её основания.
Приоритетным направлением деятельности библиотеки является «городоведение». История Красноярска отражена в интерактивно-мультимедийной экспозиции «История нашего города».
В разное время гостями библиотеки были:
- художник Олег Сергеевич Гадалов;
- писатель, лауреат премии «Большая книга» Роман Сенчин;
- писатель, лауреат премии «Ясная поляна» 2016 г. Александр Григоренко;
- писатель, лауреат премии «Ясная поляна» 2010 г. Михаил Тарковский;
- литературовед, телеведущий, писатель Александр Архангельский[3].

## МАУ «ЦБС им. А. М. Горького»[5]
В настоящее время в муниципальное бюджетное учреждение культуры «Централизованную библиотечную систему взрослого населения имени А. М. Горького» входят:
Центральный район
Центральная городская библиотека им. А. М. Горького
Библиотека-филиал № 5 им. Ленинского комсомола
Библиотека-филиал № 6 им. К. Г. Паустовского
Советский район
Библиотека-филиал № 4 им. Н. А. Некрасова
Библиотека-филиал № 22 им. М. А. Светлова
Свердловский район
Библиотека-филиал № 13 им. И. С. Тургенева
Библиотека-филиал № 15 им. В. А. Каверина
Октябрьский район
Библиотека-филиал № 1 им. Ф. М. Достоевского
Библиотека-филиал № 10 им. Л. Н. Толстого
Библиотека-филиал № 16 им. А. С. Серафимовича
Библиотека-филиал № 25 им. А. А. Блока
Ленинский район
Библиотека-филиал № 3 им. А. С. Пушкина
Библиотека-филиал № 17 им. В. В. Маяковского
Библиотека-филиал № 19 им. Т. Г. Шевченко
Библиотека-филиал № 20 им. А. А. Фадеева
Библиотека-филиал № 28 им. М. А. Булгакова
Кировский район
Библиотека-филиал № 2 им. Н. А. Добролюбова
Библиотека-филиал № 12 им. В. Г. Белинского
Библиотека-филиал № 14 им. Н. В. Гоголя
Библиотека-филиал № 27 им. Я. М. Свердлова
Железнодорожный район
Библиотека-филиал № 7 им. Н. Г. Чернышевского
Библиотека-филиал № 8 им. А. П. Чехова
Библиотека-филиал № 21 им. А. Т. Черкасова
Библиотека-филиал № 23 им. С. А. Есенина

## Награды[3]
Среди наград библиотеки можно выделить следующие:
- Почетная грамота ВЦСПС (1978).
- Диплом I степени Главного Комитета Выставки достижений народного хозяйства СССР (1985).
- Министерства культуры РСФСР (1989).
- Диплом «Лучшая библиотека города» (2003).
- Почетная грамота Краевого управления культуры (2004).
- Диплом «Благотворитель года» (2006).
- Почетная грамота Главы города Красноярска (2008).
- Диплом «Признание» Законодательного Собрания Красноярского края (2009).